# 野田りさ
野田 りさ（のだ りさ、1986年3月10日 - ）は、東京都出身のファッションモデルである。身長160cm、B84・W58・H85。旧名：野田 李沙。
以前はY・M・Oに所属していた。
2007年4月から2008年3月30日まで芸能人女子フットサルチーム「FANTASISTA」に所属していた。それまではFANTASISTAの姉妹チーム「FANTASISTERS」のメンバーだった。

## TV
- セレクションEX

## モデル
- CanCam
- ViVi
- Ray
- GLAMOROUS
- PINKY
- mina
- GISELe
- MORE
- VoCE
- SEDA
- LUCi
- non-no
- ar
- Soup.
- ef
- Style
- with